# Sky Tower (Vratislav)

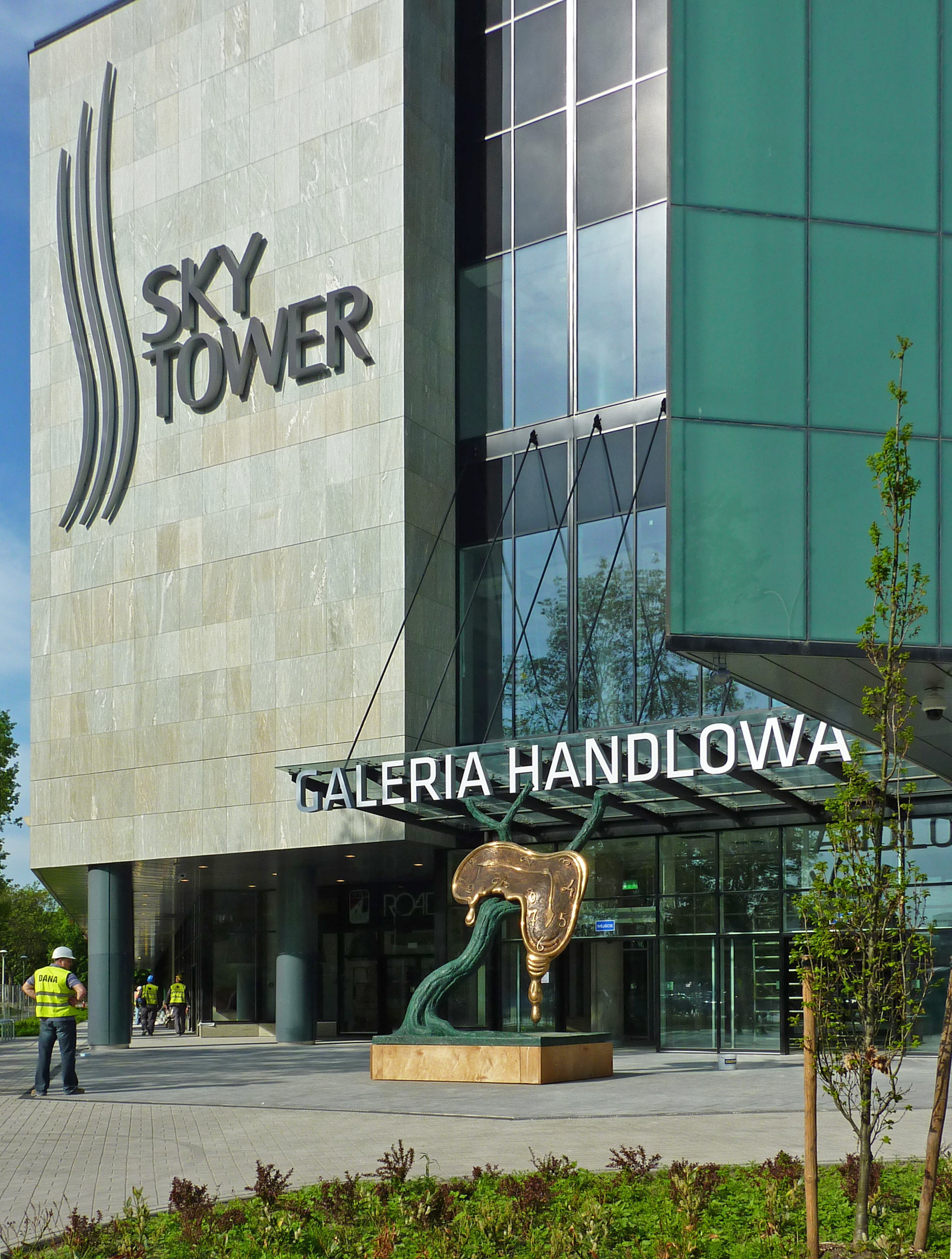
Plastika "Profil Czasu" od Salvadora Dalího u vchodu do areálu obchodního centra Sky Tower

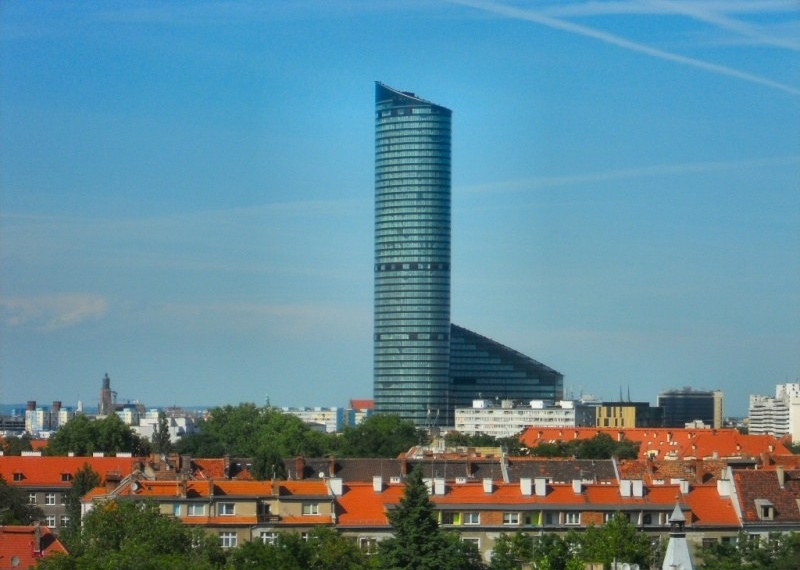
Sky Tower

Sky Tower je multifunkční komplex v polském městě Vratislav, skládající se ze 3 budov, který vznikl na místě bývalé továrny Poltegor mezi ulicemi Powstańców Śląskich, Wielka, Gwiaździsta a Szczęśliwa.
Nejvyšší budovou je 212 metrů vysoký mrakodrap, který je nejvyšším domem ve Vratislavi, a zároveň jedním z nejvyšších mrakodrapů v Evropě. Na 49. patře je veřejně přístupná rozhledna.